# Filostrato il Giovane
Filostrato il Giovane (in greco:  Φιλόστρατος; Lemno, 220 circa – ...) è stato uno scrittore greco antico.

## Biografia

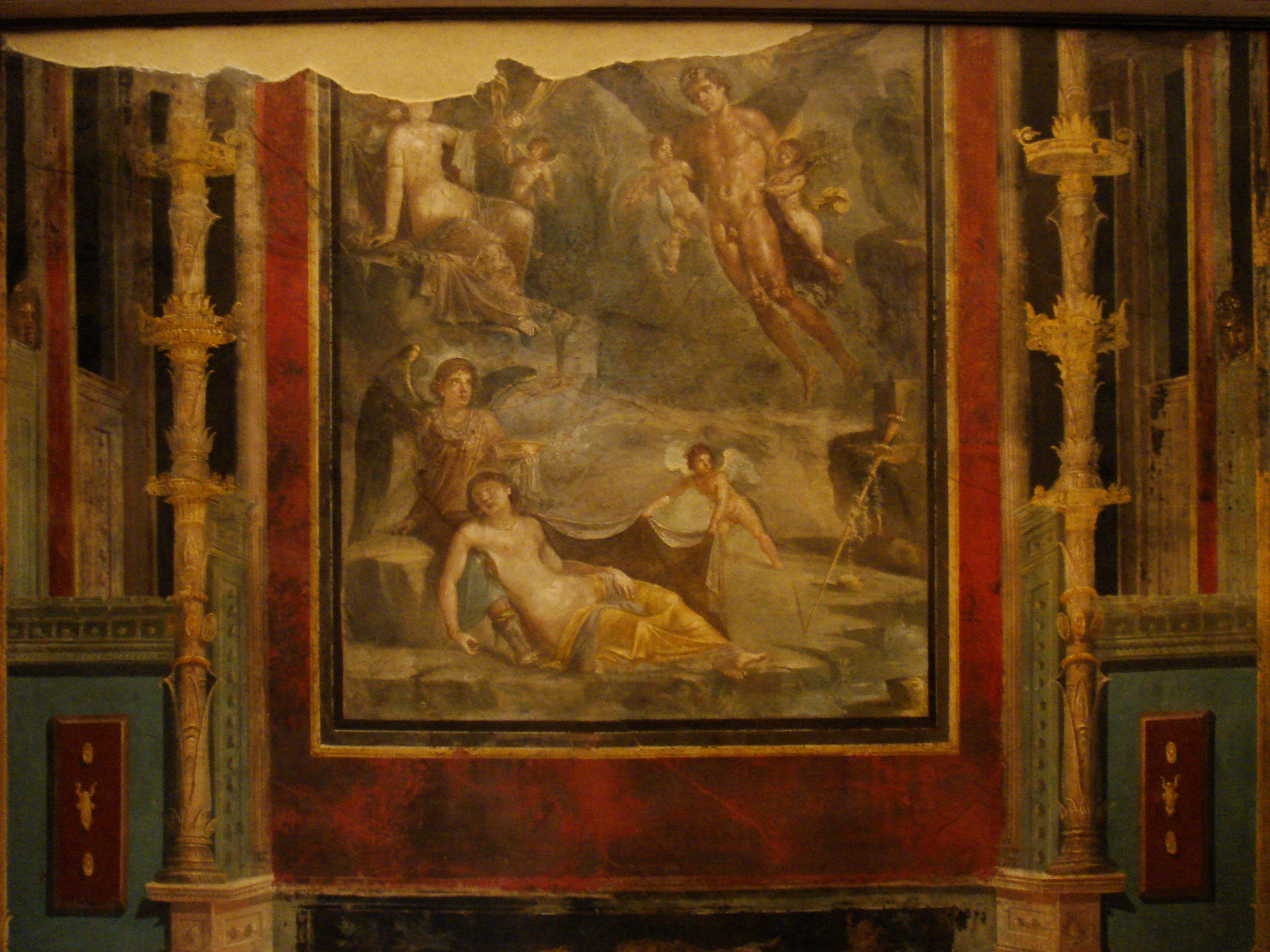
Affresco pompeiano con le nozze di Zefiro e Clori, simile a quelli descritti da Filostrato

Indicato anche come Filostrato IV, era nipote di Filostrato il Vecchio, in quanto figlio di una sua figlia, come scrive nel proemio della sua opera:
(Immagini, Prefazione, 2 - trad. A. D'Andria)

## Immagini
Anch'egli, come il nonno, scrisse un'opera dal titolo Immagini (Εἰκόνες), costituita da 17 ekphrasis, con dettagli poetici, di diciassette dipinti, per lo più di tema mitologicoː
1. Achille a Sciro;
2. Marsia;
3. I cacciatori;
4. Eracle o Acheloo;
5. Eracle e i serpenti;
6. Orfeo;
7. Medea tra i Colchi;
8. Ragazzi che giocano;
9. Pelope;
10. Pirro o i Misi;
11. Argo o Eeta;
12. Esione;
13. Sofocle;
14. Giacinto;
15. Meleagro;
16. Nesso;
17. Filottete.

## Edizioni e traduzioni
- Flavio Filostrato il Giovane, I ritratti, in Le opere dei due Filostrati volgarizzate da Vincenzo Lancetti, vol. 2, Milano, dalla tipografia di Paolo Andrea Molina, 1831,  pp. 547-584.